# Weston, Quận Clark, Wisconsin
Weston là một thị trấn thuộc quận Clark, tiểu bang Wisconsin, Hoa Kỳ. Năm 2010, dân số của thị trấn này là 679 người.